# Luigia Boccabadati
Luigia Boccabadati (née à Modène en 1800 (ou 1799) - décédée le 18 octobre 1850 à Turin) est une cantatrice italienne qui s'est produite au début du XIXe siècle.

## Biographie
Elle commence au Teatro Regio de Parme en 1817. Elle attire l'attention de Pacchiarotti qui la fait progresser. Elle se produit ensuite sur les scènes de Venise et Rome. Elle incarne Zelmira dans l'opéra du même nom de Gioacchino Rossini le 21 septembre 1822 au Teatro San Benedetto de Venise. En 1824, elle tient le rôle de Zoraïde dans Zoraida di Granata de Gaetano Donizetti, avec Benedetta Rosmunda Pisaroni et Domenico Donzelli, au Teatro Argentina de Rome. Elle crée Irene dans Gli amici di Siracusa (it) de Mercadante, encore avec Donzelli. En 1826, à La Scala, elle interprète Giulietta dans Giulietta e Romeo de Nicola Vaccai, et le rôle principal dans Margherita d'Anjou de Giacomo Meyerbeer.
Après quoi elle crée plusieurs rôles dans quelques œuvres napolitaines de Donizetti, entre 1829 et 1831 au Teatro San Carlo et au Teatro del Fondo.
Elle prend sa retraite de la scène en 1842, pour raisons de santé, après avoir chanté à Lisbonne, et se dédie à l'enseignement du chant. Elle avait épousé Antonio Gazzuoli, dont elle a eu quatre enfants : Augusta, Cecilia, Cesare et Virginia. Elle meurt à Turin en 1850. Ses filles, Augusta (1821 ?-1875) et Virginia ont aussi été célèbres comme sopranes.

## Interprétations

### Rôles créés
- Irene dans Gli amici di Siracusa de Mercadante, le 7 février 1824, au Teatro Argentina de Rome[8].
- Maria Stuarda dans La fedeltà tra i boschi, o sia I taglialegna di Dombar de Filippo Grazioli, le 9 septembre 1826, au Teatro Valle de Rome[9].
- Amelia dans Elisabetta al castello di Kenilworth de Donizetti, le 6 juillet 1829, au Teatro San Carlo de Naples[10].
- Evelina dans I fidanzati de Pacini, le 19 novembre 1829, au San Carlo de Naples[11].
- Norina dans I pazzi per progetto de Donizetti, le 6 février 1830, au San Carlo de Naples[12].
- Sela dans Il diluvio universale de Donizetti, le 6 mars 1830, au San Carlo de Naples[13].
- L'Armonia dans Il ritorno desiderato de Donizetti, le 31 juillet 1830, au San Carlo de Naples[14].
- Amelia dans Edoardo in Iscozia (it) de Coccia, le 8 mai 1831, au San Carlo de Naples[15].
- Le rôle titre dans Francesca di Foix de Donizetti, le 30 mai 1831, au San Carlo de Naples[16].
- Antonina dans La romanziera e l'uomo nero (en) de Donizetti, le 18 juin 1831, à Naples.
- Teresa dans Fausto de Luigi Gordigiani, le 18 novembre 1836, à Florence, Teatro della Pergola[17].

### Autres
- Margherita d'Anjou dans Margherita d'Anjou de Meyerbeer, à La Scala de Milan, le 20 mai 1826[2].